# Władcy hrabstwa Genewy
Tytuł hrabia Genewy, łac. comes gebennensis, to tytuł noszony przez władców hrabstwa i jego głównego miasta, Genewy. Używany, począwszy od połowy XI wieku, przez siedemnastu seniorów, należących do domu Genewskiego. W końcu XIV wieku, przechodzi na dom Thoire-Villars, po czym hrabstwo dostaje się w posiadanie dynastii Sabaudzkiej, która traktuje te ziemie jako apanaże.

## Historia tytułu
Tytuł „hrabia Genewy” jest przekazywana, począwszy od XI wieku, jako dziedziczny, z mężczyzny na mężczyznę według kolejności potomków, w domu Genewskim, na zasadach prawa salickiego, które wyklucza z dziedziczenia kobiety.
Około 890 r. wspomniano, hrabiego Manassès, być może Genewy. O drugim Manassès mowa w nadaniu w 1002 przez króla Burgundii Rudolfa III. Ten wasal, ostatniego króla Burgundii Rudolfa III, jest wymieniony z tytulaturą łac. Ego in nomine Dei Manasse comes dotyczącą hrabstwa Genewy. Nic nie wiemy o jego rodzinie, poza wzmianką w akcie z 1002, o jego siostrzeńcu Robercie, wymienionym także w aktach z 1012 i 1019.
Tak zwany dom Genewski – Géroldyngowie – pojawia się w tym samym okresie , którego pokrewieństwo nie jest znane. Pierwszy wspomniany hrabia to pewien Gérold lub Giraud, w połowie XI wieku . Genewa należała do rodziny króla Rudolfa III Burgundzkiego . Według różnych badań, są hrabiami rządzącymi hrabstwem Genewy, ich prawa do miasta Genewy są jednak przedmiotem dyskusji . Niektórzy uważają, że nigdy ich nie posiadali, i że biskup otrzymał te prawa od Cesarza i był panem miasta . Inni uważają, że hrabiowie Genewy posiadli je do traktatu z Seyssel, z 1124, gdzie hrabia Aymon I uznaje niezależność władzy świeckiej biskupa Genewy, Humberta Grammonta . Traktat ten jest potwierdzany przez kolejne: w Saint-Simon w 1156 roku, w Aix-les-Bains w 1184 i w Desingy w 1219 roku, gwarantujące przewagę biskupa .

## Hrabiowie

### Pierwsi hrabiowie Genewy (doXII wieku)
Pierwsze wzmianki o hrabiach w Genewie lub w regionie, bez znanych więzi rodzinnych:
- ok. 770-800 : Oliwier, towarzysz Karola Wielkiego i Rolanda[2], którego ojciec, pewien Reynier, byłby panem hrabstwa i od którego wywodzą się Géroldiens zdaniem niektórych średniowiecznych autorów<[14][15];
- ok. 890 : Manassès[2][3], być może, hrabia Genewy;
- ok. 1002 : Manassès[5][4] (Manasaeus[6]);
- v. 1012[2]: Robert, być może, siostrzeniec poprzedniego[6][8].

Genealog Bugey, Samuel Guichenon, publikuje w swojej książce” Historia rodu królewskiego dynastii Sabaudzkiej, w 1660 roku, tabele rodowodów znamienitych rodzin, w których dla rodziny z Genewy podaje następującą genealogię:
- 880 (?): Ratbert (870/880 – † 901);
- 931 (?): Albitius (900 – † 931/932), jego syn, hrabia Genewy;
- (?): Konrad (930 – † = 963), jego syn, hrabia Genewy;
- ok. 963-974 (?) Robert († 974), jego syn, hrabia Genewy, określany jako dobroczyńca kościoła/klasztoru Peillonnex, podczas gdy statut pochodzi z 1012[17]. Prawdopodobnie miał dwóch synów: Konrada i Alberta
- 974-1001 (?): Albert Genewski, jego syn, hrabia Genewy, który ożenił się z Eldegardą
- 1004 (?): Renault, hrabia Genewy
- 1016 (?): Aymon, hrabia Genewy, mąż Berty Flandryjskiej, córki hrabiego Baudoin
- 1034 : Gérold, hrabia Genewy, żonaty z Gizelą siostrzenicą króla Rudolfa III Burgundzkiego, para miała dzieci: Roberta, Joanne Genewską (żonę [Amadeusza II Sabaudzkiego]) i Gérolda
- ok. 1060 : Robert, hrabia Genewy, syn jego. Śmierć bez potomstwa
- ok. 1080 : Gérold lub Gerard, hrabia Genewy, jego brat, który ożenił się z Thetberge,

### Dom Genewski
Siedemnastu członków domu Genewskiego lub Géroldiens :
| Kolejność | Imię                           | Panowanie                        | Uwagi                                                                                         | Herby |
| --------- | ------------------------------ | -------------------------------- | --------------------------------------------------------------------------------------------- | --- |
| 1         | Gérold lub Giraud († ok. 1080) | ok. 1023 – ok. 1061 / przed 1080 | Ojciec nieznany, pierwszy hrabia z domu Genewskiego wspomniany w 1032                         | |
| 2         | Conon († ok. 1080)             | ok. 1061 – ok. 1080              | Jego syn                                                                                      | |
| 3         | Aimon lub Aymon I              | ok. 1080 – przed 1128            | Jego brat przyrodni                                                                           | |
| 4         | Amadeusz I († 1178)            | ok. 1128 – 1178                  | Jego syn                                                                                      | Srebrne pole z błękitnym pasem i dwoma jednakowymi lwami Amadeusz I wziął jako herb suwerena herb Zähringen. |
| 5         | Wilhelm I († 1995)             | 1178 – 1195                      | Jego syn                                                                                      | Srebrne pole z błękitnym pasem i dwoma jednakowymi lwami Amadeusz I wziął jako herb suwerena herb Zähringen. |
| 6         | Humbert († avant 1225)         | 1195 – przed 1225                | Jego syn                                                                                      | Srebrne pole z błękitnym pasem i dwoma jednakowymi lwami Amadeusz I wziął jako herb suwerena herb Zähringen. |
| 7         | Wilhelm II († 1252)            | przed1225- 1252                  | Jego brat                                                                                     | Srebrne pole z błękitnym pasem i dwoma jednakowymi lwami Amadeusz I wziął jako herb suwerena herb Zähringen. |
| 8         | Rudolf († 1265)                | 1252 – 1265                      | Jego syn                                                                                      | Srebrne pole z błękitnym pasem i dwoma jednakowymi lwami Amadeusz I wziął jako herb suwerena herb Zähringen. |
| 9         | Aymon II († 1280)              | 1265 – 1280                      | Jego syn                                                                                      | Srebrne pole z błękitnym pasem i dwoma jednakowymi lwami Amadeusz I wziął jako herb suwerena herb Zähringen. |
| 10        | Amadeusz II († 1308)           | 1280 – 1308                      | Jego brat                                                                                     | Złota z czterema kwadratami błękitymi. Herb używany począwszy od Amadeusza II.                               |
| 11        | Wilhelm III (1286-1320)        | 1308 – 1320                      | Jego syn                                                                                      | Złota z czterema kwadratami błękitymi. Herb używany począwszy od Amadeusza II.                               |
| 12        | Amadeusz III († 1367)          | 1320 – 1367                      | Jego syn                                                                                      | Złota z czterema kwadratami błękitymi. Herb używany począwszy od Amadeusza II.                               |
| 13        | Aymon III († 1367)             | 1367 – 1367                      | Jego syn                                                                                      | Złota z czterema kwadratami błękitymi. Herb używany począwszy od Amadeusza II.                               |
| 14        | Amadeusz IV († 1369)           | 1367 – 1369                      | Jego brat                                                                                     | Złota z czterema kwadratami błękitymi. Herb używany począwszy od Amadeusza II.                               |
| 15        | Jan († 1370)                   | 1369 – 1370                      | Jego brat                                                                                     | Złota z czterema kwadratami błękitymi. Herb używany począwszy od Amadeusza II.                               |
| 16        | Piotr († 1392)                 | 1379 – 1392                      | Jego brat                                                                                     | Złota z czterema kwadratami błękitymi. Herb używany począwszy od Amadeusza II.                               |
| 17        | Robert III († 1394)            | 1392 – 1394                      | Jego brat, wybrany w 1378 r. papieżem, który przyjął imię Klemansa VII, uznany za antypapieża | Złota z czterema kwadratami błękitymi. Herb używany począwszy od Amadeusza II.                               |

### Dom Thoire i Villars
Nazwa pochodzi od mariażu rodzin Thoire i Villars z 1394, po śmierci ostatniego hrabiego z domu Genewskiego :
| Ranking | Nazwa                 | Zarządu            | Uwagi                                                            | Herb                                                             |
| ------- | --------------------- | ------------------ | ---------------------------------------------------------------- | ---------------------------------------------------------------- |
| 1       | Grzegorz VII († 1400) | 1394 – 1400        | Syn Marii, córki Amedee IIII Genewy                              | Sześć pasów złotych i czerwonych. Herb rodziny Thoire i Villars. |
| 2       | Odon, lub Odo         | ok. 1080 – do 1128 | Jego wujek, który sprzedał prawo własności dynastii Sabaudzkiej. | Sześć pasów złotych i czerwonych. Herb rodziny Thoire i Villars. |

W 1402 roku, Odon z Villars sprzedaje hrabstwo Genewy, Amadeuszowi VIII, hrabiemu Sabaudi za 45 000 franków w złocie . Jego spadkobiercy kwestionują sprzedaż. W 1424 r., po 23 latach walki i procesów, Amadeusz VIII odkupuje prawa do hrabstwa Genewy od wszystkich pretendentów do tych praw .

### Dom Sabaudzki
Począwszy od 1402, hrabstwo Genewa zostaje sprzedane hrabiom Sabaudii i znika . Staje się ono w tym okresie ziemią dla apanaży dla młodszych gałęzi rodziny począwszy od 1424.
- 1424–1434: Amadeusz VIII, książę Sabaudii
- 1434–1444: Filip Sabaudzki (1417 † 1444), syn poprzednika, hrabia (apanaż)
1444–1460: Ludwik I (1413 † 1465), książę Sabaudii, brat poprzednika
- 1460–1482: Ludwik Sabaudzki (Ludwik z Genewy) (1436 † 1482), syn poprzednika, hrabia (apanaż), również król Cypru
- 1482–1491: Janus Sabaudzki (1440 † 1491), brat poprzednika, hrabia (apanaż)
1491–1496: Karol II (1489-1496), książę Sabaudii, prawnuk Ludwika I
1496–1497: Filip II bez Ziemi (1438-1497), książę Sabaudii, dziadek stryjeczny poprzednika, syn Ludwika I
1497–1504: Filibert II Piękny (1480-1504), książę Sabaudii, syn poprzednika
1504–1514: Karol III Dobry (1486-1553), książę Sabaudii, brat poprzednika
- 1514–1533: Filip Sabaudzki-Nemours (1490 † 1533), hrabia (apanaż) Genewy i brat poprzednika
- 1533–1585: Jakub Sabaudzki-Nemours (1531 † 1585), książę Genewy od 1564, syn poprzednika
- 1585–1595: Karol-Emanuel Sabaudzki-Nemours (1567 † 1595), syn poprzednika
- 1595–1632: Henryk I Sabaudzki-Nemours (1572 † 1632), brat poprzednika
- 1632–1641: Ludwik Sabaudzki-Nemours (1615 † 1641), syn poprzednika
- 1641–1652: Karol Amadeusz Sabaudzki-Nemours (1624 † 1652), brat poprzednika
- 1652–1659: Henryk II Sabaudzki-Nemours (1625 † 1659)
- 1659–1724 : Maria Joanna Baptysta Sabaudzka (1644 † 1724), córka Karola Amadeusz
wychodzi za mąż za Karola Emanuela II Sabaudzkiego (1634 † 1675), księcia (duc) Sabaudii i księcia (prince) Piemontu